# Brookesia decaryi
Espèce
Statut de conservation UICN

 EN B1ab(iii) : En danger
Statut CITES
Brookesia decaryi est une espèce de sauriens de la famille des Chamaeleonidae.

## Répartition
Cette espèce est endémique de la région de Boeny à Madagascar. Elle se rencontre dans le parc national d'Ankarafantsika

## Description
Ce caméléon nain est de petite taille, diurne, et vit au sol ou sur les branches basses des forêts. Il présente une sorte de double crête le long de la colonne vertébrale, qui va jusque sur la tête.

## Étymologie
Cette espèce est nommée en l'honneur de Raymond Decary.

## Publication originale
- Angel, 1939 "1938" : Lézards, Scincidé et Chamaeleontidé nouveaux de Madagascar, des collections R. Decary. Bulletin du Muséum d'Histoire naturelle, vol. 10, p. 574-577.